# Komodo (Insel)
Komodo ist eine der Kleinen Sundainseln mit einer Fläche von 390 km² und etwa 2000 Einwohnern. Sie gehört zur indonesischen Provinz Ost-Nusa-Tenggara. Bekannt wurde die Insel vor allem durch den Komodowaran, die größte gegenwärtig lebende Echsenart.

## Geographie

Topografische Übersichtskarte

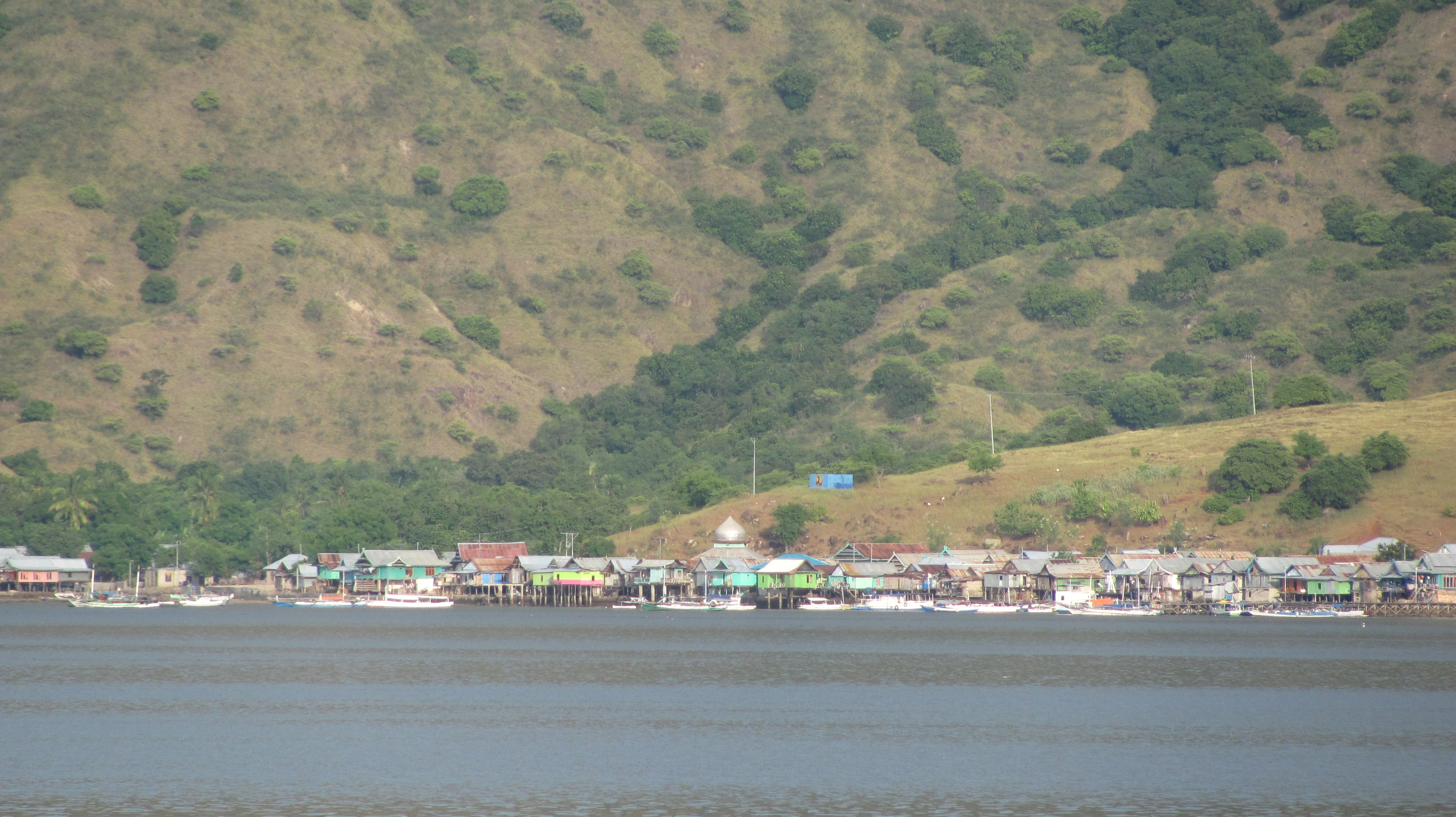
Kampung Komodo, das einzige Dorf auf Komodo

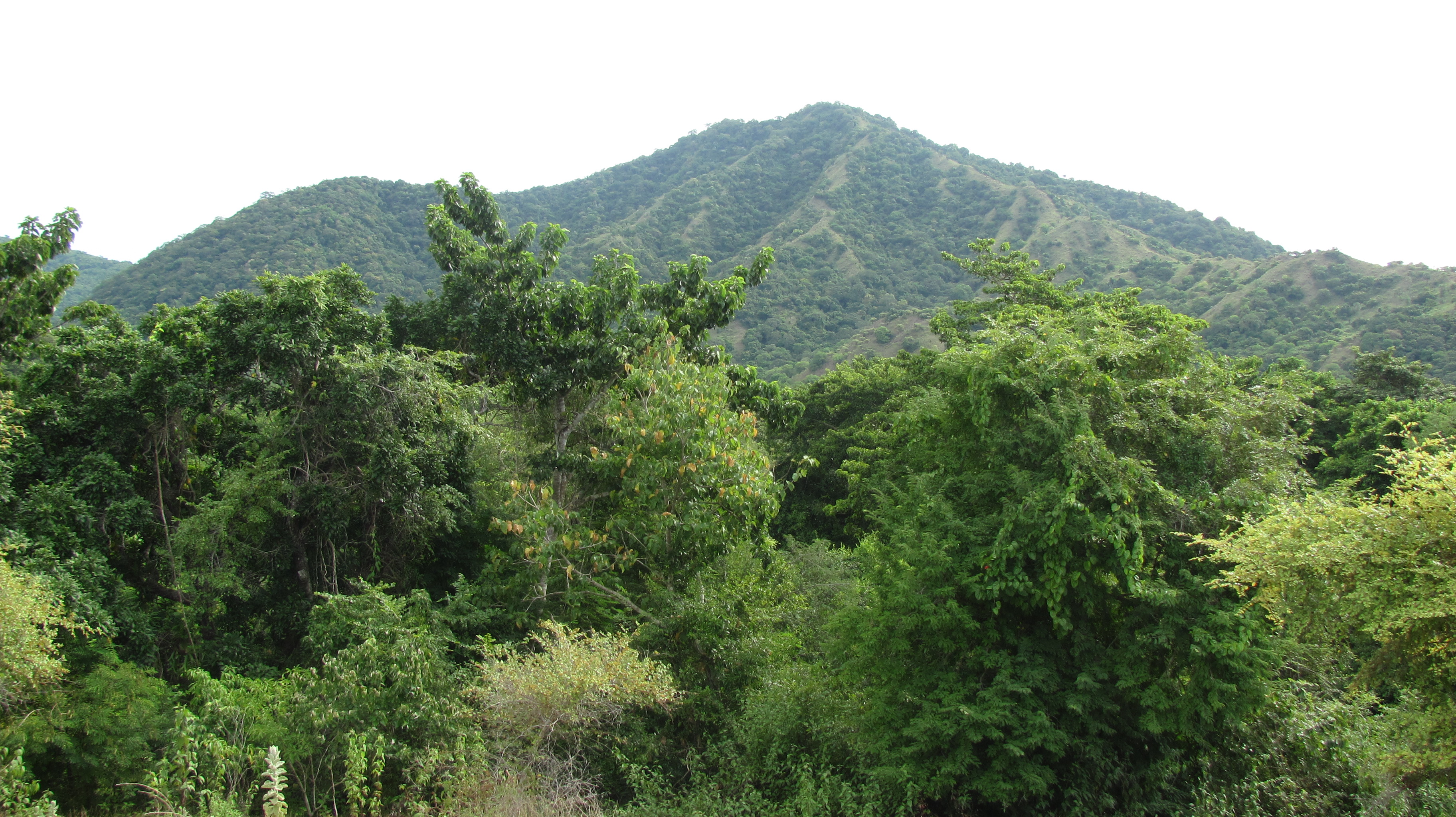
Typische Landschaft im Innern Komodos

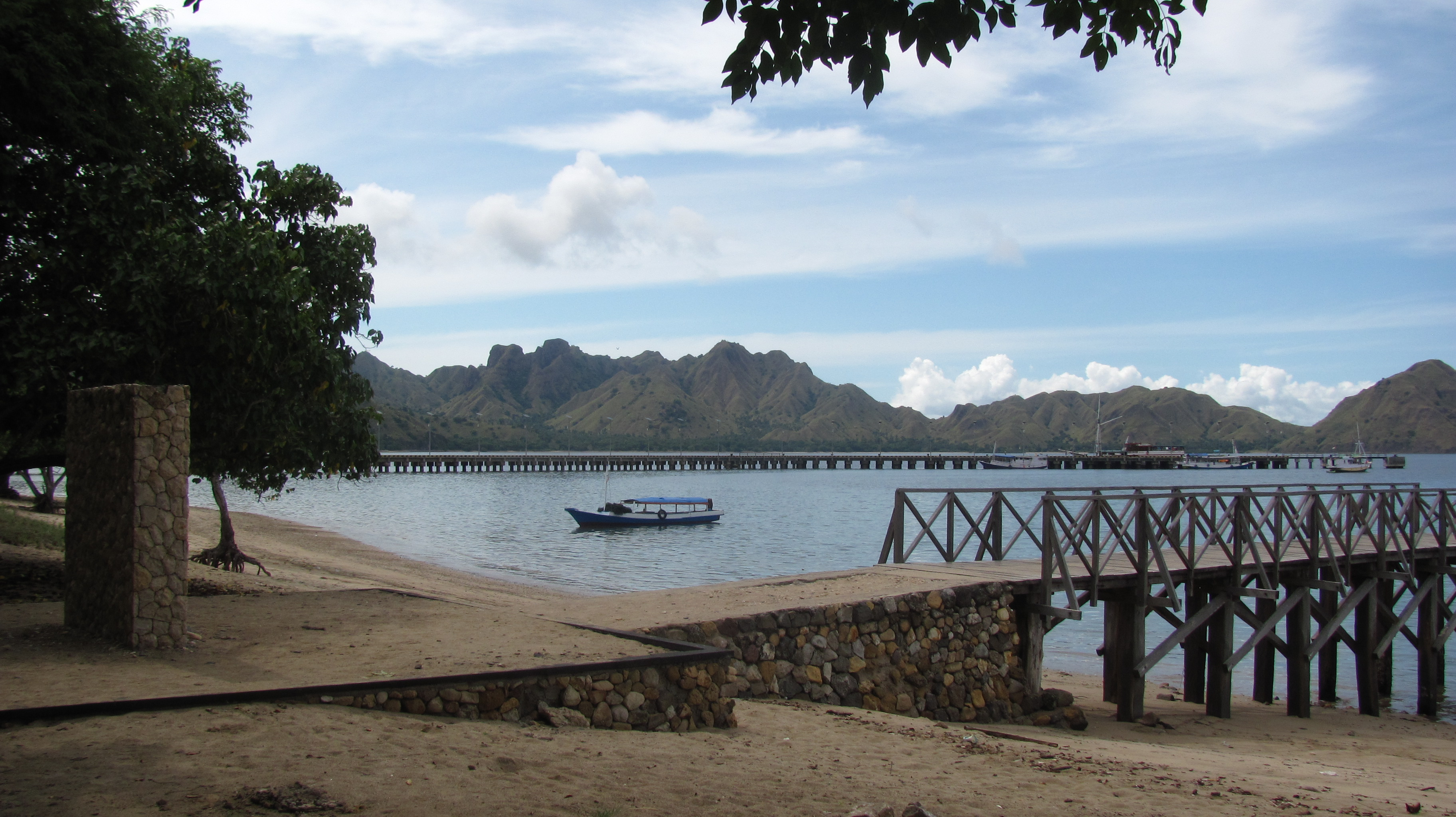
Anlegestelle in der Bucht Loh Liang

Komodo liegt in der Kette der Kleinen Sundainseln zwischen den größeren Nachbarinseln Sumbawa im Westen und Flores im Osten. Im Süden erstreckt sich die Sumbastraße und die Sawusee mit der Insel Sumba, im Norden die Floressee.
Zusammen mit kleineren vorgelagerten Inseln ist Komodo ein Teil des Nationalparks Komodo, zu dem jenseits der Lintah-Meeresstraße die Inseln Padar und Rinca gehören. Bekannt ist der hier beheimatete Komodowaran. Die Gewässer um die Insel sind ein beliebtes Tauchgebiet.
Das infolge des trockenen Klimas überwiegend kahle und oftmals schroffe Gebirge gipfelt im Norden im Gunung Satalibo (758 Meter), in der Mitte im Gunung Arab (823 Meter), im Süden im Gunung Komodo (655 Meter) und auf der südlichen Halbinsel im Gunung Langkoi (518 Meter).

## Bevölkerung
Die rund 2000 Einwohner der Insel leben in dem einzigen Dorf der Insel, Kampung Komodo. Für einige Ranger und Touristenführer wurden an der Bucht Loh Liang Unterkünfte gebaut.
Fast alle Einwohner Komodos gehören dem Islam an und sind Nachkommen ehemaliger Strafgefangener, die auf der Insel ausgesetzt wurden und sich mit den Bugis aus Sulawesi vermischt haben. Es gibt jedoch auch vereinzelt Christen und Hindus.

## Tourismus
Komodo hat keinen eigenen Flughafen. Der nächstgelegene Flughafen – etwa 1,5 Flugstunden von Bali entfernt – befindet sich in Labuan Bajo auf der Insel Flores, das mit dem Schiff  von Sumbawa nach einer mehrstündigen Fahrt zu erreichen ist. Schiffe mit Touristen legen an der Bucht Loh Liang an der Ostküste der Insel an, die mehrere Kilometer vom einzigen Dorf der Insel entfernt ist. An der Bucht hat die Verwaltung der Nationalparks ihren Sitz.
Viele Touristen kommen nach Komodo, um die Flora und Fauna an Land und unter Wasser zu sehen. Wanderungen zur Beobachtung der Komodowarane dürfen nur in Begleitung von örtlichen Führern der Naturschutzbehörde PKA erfolgen. Besonders gute Beobachtungsplätze liegen am zeitweise ausgetrockneten Fluss Liang und im Poreng-Tal. Dabei sind unterschiedlich lange Routen auf jeweils vorgegebenen Strecken möglich. Die markierten Wanderwege dürfen jedoch nicht verlassen werden.
Die benachbarte kleinere Insel Rinca wird ebenfalls wegen der Komodowarane besucht, ist jedoch – wie auch Komodo – nicht mit öffentlichen Verkehrsmitteln zu erreichen. Verschiedene Anbieter auf Lombok und in Labuan Bajo auf der Insel Flores haben Schiffstouren nach Komodo und/oder Rinca in ihrem Programm. Da eine kombinierte Tour Komodo-Rinca länger als eine Tagesreise dauert, wird für gewöhnlich auf dem Schiff übernachtet.